# Тольяттиазот

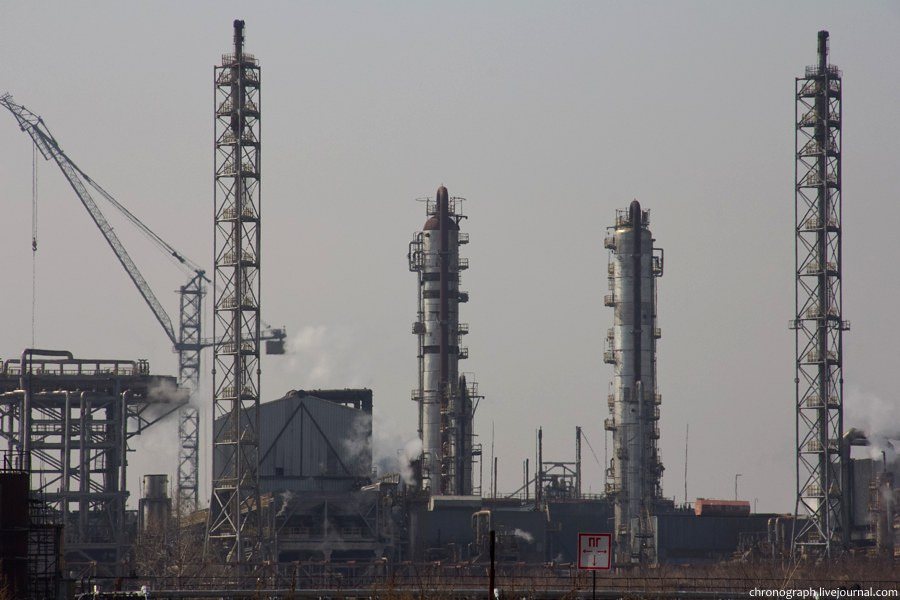

«Тольяттиазо́т» (ТОАЗ) — российская химическая компания, входит в десятку крупнейших в мире производителей аммиака.
Полное наименование — Акционерное общество «Тольяттиазот». Штаб-квартира и производство расположены в городе Тольятти (Самарская область). С 27 ноября 2021 года контролируется холдингом Уралхим.
По данным рейтингового агентства «Эксперт», в 2015 году предприятие заняло 181-е место в списке крупнейших компаний России по объёму реализации продукции. Компания также заняла 188 место по объёму выручки в рейтинге «500 крупнейших компаний России», составленном журналом РБК в 2015 году. В 2021 году вошла в рейтинг журнала Forbes «200 крупнейших частных компаний России», где заняла 184 место с выручкой 55,6 млрд рублей.

## История завода
Строительство завода по выпуску минеральных удобрений (аммиака и карбамида) возле Тольятти началось в 1974 году по договору с американской фирмой «Оксидентал Петролеум». Завод строился с финансовым участием американского миллиардера Арманда Хаммера, питавшего симпатии к СССР и лично знакомого с В. И. Лениным. Строительство было объявлено Всесоюзной ударной комсомольской стройкой. Одновременно с возведением завода для транспортировки аммиака велась прокладка магистрального аммиакопровода «Тольятти-Одесса» протяжённостью более двух тысяч километров. Первая продукция предприятия «Тольяттиазот» была выпущена в 1979 году.
В 1985 году «Тольяттиазот» возглавил Владимир Николаевич Махлай. В советские годы предприятие входило в состав производственного объединения ПО Куйбышевазот. В декабре 1992 года предприятие было приватизировано и преобразовано в акционерное общество. С начала 1990-х «Тольяттиазот» активно диверсифицируется: помимо сохранения профильной деятельности создаются линии по производству кирпича, керамической плитки, черепицы, фритты, запущено мебельное производство, производство полиэтиленовой плёнки и линия сборки видеоаппаратуры. Кроме того, в Свердловской области был разработан мраморный карьер, а на «Шекснинском комбинате древесных плит» была запущена линия по производству древесной плиты средней плотности — МДФ.

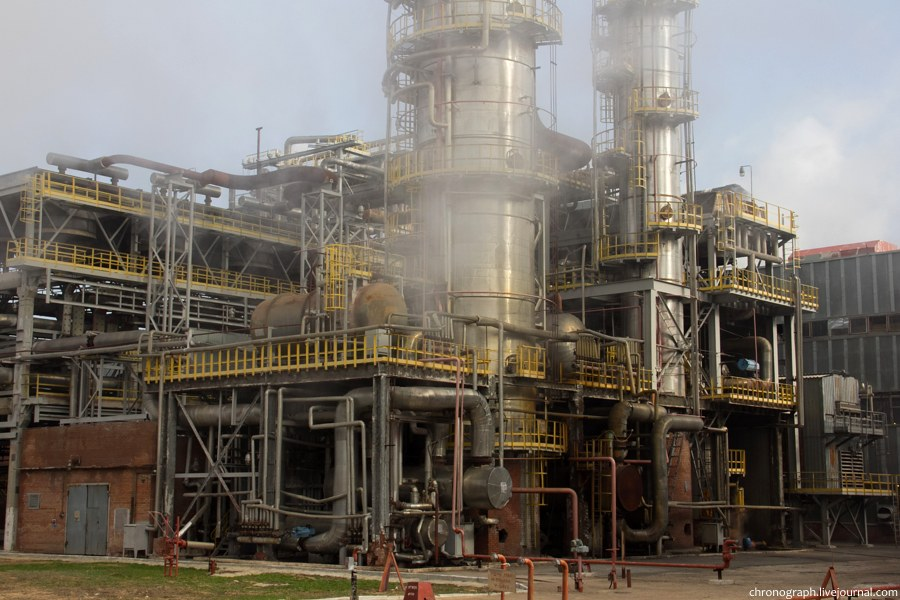

В конце 2007 года введено в эксплуатацию производство карбамидоформальдегидного концентрата производительностью 147 тыс. т в год. Это вывело предприятие на лидирующие позиции в стране по производству данного вида продукта, предназначенного для производства экологически чистой плиточной продукции: ДВП, ДСП, МДФ.

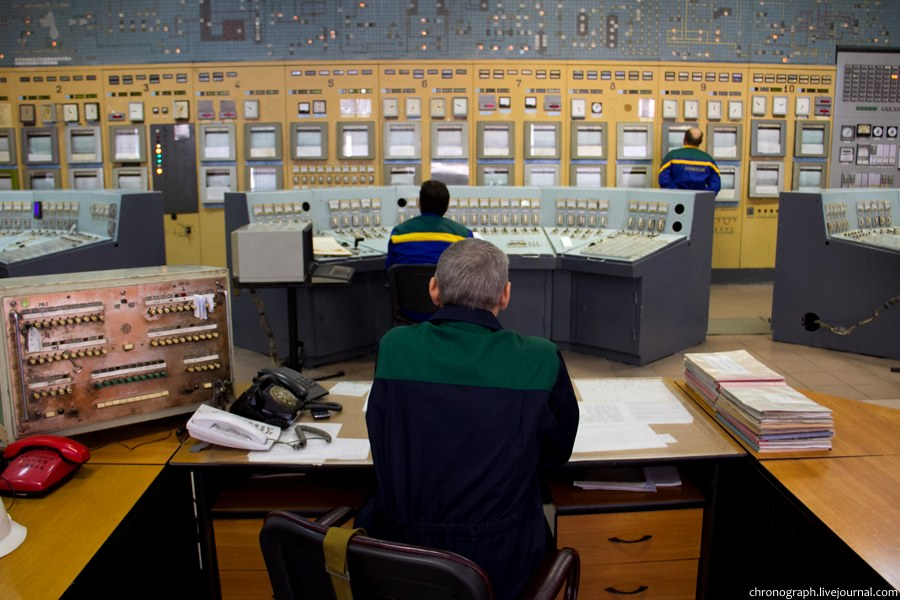
Центральный пункт управления агрегатом аммиака проекта АМ-76.(Предположительно ЦПУ 7-го агрегата.)

Весной 2012 года «Тольяттиазот» " начал масштабную реконструкцию и модернизацию производства, рассчитанную до 2020 года. План предусматривает, в частности, модернизацию всех 7 действующих агрегатов аммиака, воздушных компрессоров, замену реакционных труб, и теплообменников.
В октябре 2015 года ТОАЗ объявил о планах по завершению строительства глубоководного морского порта по перевалке аммиака на полуострове Тамань (Темрюкский район, Краснодарский край). Ввод 1-й очереди терминала запланирован на 2017 год, ввод 2-й намечен на 2020 год.

### Акционерные конфликты
«Тольяттиазот», по утверждению менеджмента предприятия, подвергался в 2000-х годах рейдерскому захвату со стороны структур, близких к предпринимателю Виктору Вексельбергу. Представители Вексельберга заявляли, что не имеют отношения к «Тольяттиазоту» и событиям вокруг него, однако признавали, что компании «Syntech Group», контролируемой холдингом «Ренова оргсинтез» В. Вексельберга, принадлежало 9,14 % акций «ТОАЗ». Коллектив предприятия неоднократно выступал в Тольятти, Самаре, Москве и Нижнем Новгороде с массовыми акциями протеста, передавал и подписывал петиции к руководителям различного уровня.
Против председателя совета директоров Владимира Махлая и управляющего Александра Макарова СК при МВД России были возбуждены уголовные дела, по фактам неуплаты предприятием налогов в 2002—2004 годах, а также по нарушениям в период приватизации предприятия в 1996 году. Уголовное дело также было возбуждено против пресс-секретаря «Тольяттиазота» Игоря Башунова. На «Тольяттиазоте» считали возбуждённые уголовные дела следствием давления на предприятие в рамках рейдерской атаки. Владимир Махлай в апреле 2007 года вновь был переизбран председателем совета директоров, оставаясь в федеральном розыске. В отношении миноритарных акционеров, судившихся с предприятием, были возбуждены уголовные дела по факту фальсификации исковых документов, но позднее они были прекращены.
В 2008 году группа «Ренова» продала свой пакет акций «Тольяттиазота» ОХК «Уралхим», которая уже в январе 2009 года подала в арбитражный суд иски к «Тольяттиазоту», требуя предоставить ряд документов.
В 2010 году уголовное преследование руководства «Тольяттиазота» было полностью прекращено — в частности, дела о неуплате налогов. Приватизацию признали законной. В июле 2012 года Президиум Высшего арбитражного суда РФ отказал компании «Евротаз лимитед» в претензиях на часть акций «Тольяттиазот».
Однако в феврале 2012 года было возбуждено уголовное дело в отношении неустановленных лиц, блокировавших доступ миноритарного акционера, компании «Уралхим» (владеет 9,73 % акций), к документации «Тольяттиазота».
В апреле 2013 года самарские депутаты направили запрос в Генпрокуратуру России и Следственный комитет с просьбой провести проверку по факту публикации на одном из интернет-сайтов переписки якобы между организаторами информационной кампании, направленной на очернение «Тольяттиазота».
В декабре 2014 года Басманный районный суд Москвы по ходатайству Следственного комитета заочно арестовал председателя совета директоров компании Сергея Махлая в рамках уголовного дела, инициированного по заявлению ОХК «Уралхим» ещё в 2012 году.
Накануне объявления о заочном аресте Сергей Махлай заявил о словах, сказанных ему лично владельцем ОХК «Уралхим» (является миноритарным акционером ТОАЗа) Дмитрием Мазепиным, которые были связаны с организацией уголовного преследования против С. Махлая и других топ-менеджеров «Тольяттиазота» в случае, если С. Махлай не согласится на условия Д. Мазепина по продаже акций предприятия. «Я его слова расценил как реальную угрозу», — заявил С. Махлай в интервью газете «Известия».
ТОАЗ официально заявил, что считает заочный арест Сергея Махлая необоснованным, и утверждал, что многочисленные уголовные дела были инициированы ОХК «Уралхим», который ведёт долгий корпоративный конфликт с «Тольяттиазот».
В июле 2015 года, по заявлению «Уралхима», Мещанский суд Москвы арестовал акции ЗАО «Корпорация „Тольяттиазот“» (управляющей компании ОАО «Тольяттиазот») на 12,5 млн руб. в рамках этого дела.
В августе 2015 года ряд СМИ сообщили о том, что судья Московского арбитража Лариса Шевелева обратилась в письме к генеральному прокурору Юрию Чайке и депутату Госдумы Яну Зелинскому с сообщением об оказании на неё давления со стороны зампредседателя Верховного суда Олега Свириденко по ряду арбитражных дел, в том числе дела «Тольяттиазот».
Сама судья опровергла факт написания письма. Некоторые СМИ обвинили ТОАЗ в провокации и дискредитации судьи. Тольяттиазот официально опроверг причастность к появлению письма и расценил ситуацию как часть заказной кампании против предприятия.
В сентябре 2015 года Басманный районный суд города Москвы отстранил от занимаемых должностей двух членов совета директоров ТОАЗа — Сергея Махлая и Евгения Королева.
5 февраля 2019 года, стала известна информация о том, что Тольяттиазот выкупит акции у не согласных с отказом от статуса ПАО по 300 млн руб. за бумагу.
5 июля 2019 года суд города Тольятти заочно приговорил Владимира и Сергея Махлаев к девяти годам лишения свободы с отбыванием наказания в колонии общего режима. Они обвиняются в мошенничестве с экспортными продажами «Тольяттиазота» в период 2008—2011 годов. В настоящее время они находятся за границей и заочно арестованы.
С 27 ноября 2021 года предприятие перешло под контроль холдинга Уралхим. 1 декабря 2021 года, в целях исполнения требований об антитеррористической безопасности, предприятие полностью перешло под государственную охрану Росгвардии.

## Собственники и руководство

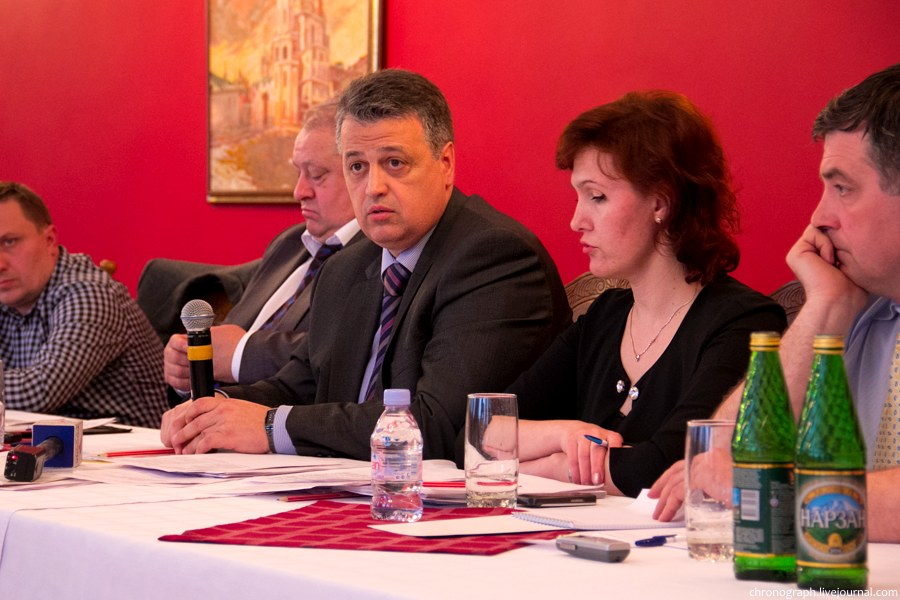
Евгений Королёв

До сентября 2015 года основными собственниками компании были менеджмент (в том числе бывший президент Владимир Махлай) — более 76 %, иные физические лица — граждане России — 15 %, компания ОХК «Уралхим» — 9,73 %.
В сентябре 2015 года акционеры ОАО «Тольяттиазот» сообщило о заключении акционерами соглашения c международным инвестиционным фондом CreditMediterranee SA, который принадлежит экс-президенту Республики Калмыкия Кирсану Илюмжинову, о продаже мажоритарного пакета акции компании. В сделку также предполагалось включить проект по строительству комплекса по перевалке жидкого аммиака в порту Тамань (Краснодарский край). В рамках предстоящей сделки Илюмжинов назначался Президентом ЗАО Корпорация «Тольяттиазот». В ноябре 2015 г. компания сообщила, что сделка с К. Илюмжиновым не состоялась.
С 1985 по 2011 год ТОАЗ руководил президент и председатель совета директоров Владимир Махлай. В марте 2011 года на очередном годовом общем собрании акционеров председателем совета директоров был избран его сын Сергей Махлай.
В мае 2017 года председателем Совета директоров ПАО «Тольяттиазот» избран Петр Сергеевич Орджоникидзе.
В июне 2019 генеральным директором ЗАО «Корпорация Тольяттиазот» назначен Дмитрий Евгеньевич Межеедов, который сменил на этом посту Вячеслава Суслова.
В ноябре 2021 года на внеочередном собрании акционеров 80 % голосов был избран новый состав совета директоров (Андрей Ермизин, Артур Карамашев, Михаил Лопатин, Сергей Момцемлидзе и его новоизбранный глава — Димитрий Татьянин, директор по правовым вопросам «Уралхима»), тем самым Уралхим обеспечил контроль над советом директоров «Тольяттиазота». Анатолий Шаблинский, возглавлявший Кирово-Чепецкий химический комбинат «Уралхима», назначен генеральным директором ПАО «Тольяттиазот». Бывший врио гендиректора управляющей компании предприятия (АО "Корпорация «Тольяттиазот») Андрей Бабков ранее заявлявший о рейдерском захвате, был арестован.
В феврале 2022 года АО «Химактивинвест», связанное с компанией Уралхим Дмитрия Мазепина, выиграла тендер в рамках продажи имущества экс-председателя совета директоров компании, Сергея Махлая, на покупку ещё 32,02 % акций ПАО «Тольяттиазот» за 25,85 млрд рублей.

## Деятельность
Предприятие выпускает аммиак, углекислоту, карбамид, базальтовое волокно, метанол, реакционные трубы для химической промышленности и др. Развито и производство строительных материалов: кирпича, керамической плитки и т. д.
Одним из основных инвестиционных проектов «Тольяттиазота» является строительство терминала по перевалке жидкого аммиака и карбамида в порту Тамань на мысе Железный Рог (у посёлка Волна, недалеко от станицы Тамань Краснодарского края). С предложением построить терминал «Тольяттиазот» обратился к местным властям в 1999 году, в 2001 году было подписано соответствующее соглашение. Работы были приостановлены в 2004 году, в частности, из-за конфликта предприятия с районной и краевой администрацией. Кроме того, руководство ОАО «РЖД» распорядилось демонтировать построенную «Тольяттиазотом» железнодорожную ветку к терминалу.

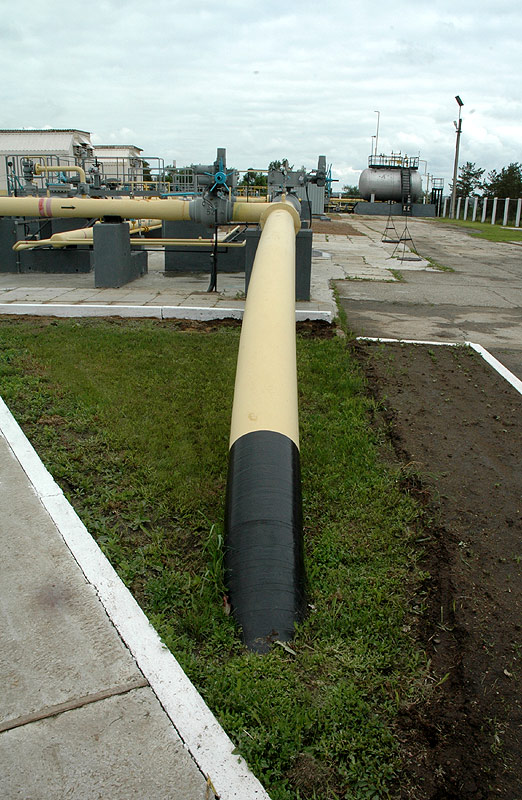
Первый метр аммиакопровода

В октябре 2015 года ТОАЗ объявил, что сетевой план-график завершения строительства комплекса согласовали Федеральное агентство морского и речного транспорта, ФГУП «Росморпорт» и утвердило министерство транспорта РФ. До конца 2015 года комплекс должен быть включён в федеральную целевую программу «Развитие транспортной системы России до 2020 года». Ввод 1-й очереди терминала запланирован на 2017 год, ввод 2-й намечен на 2020 год. Общий объём инвестиций составит более $300 млн. Проект полностью финансируется ТОАЗ.

### Аммиакопровод «Тольятти—Одесса»
В настоящее время поставка аммиака на экспорт ведётся в основном через построенный в 1979-81 годах при участии американских компаний аммиакопровод «Тольятти—Одесса» протяжённостью 2417 км. Данный аммиакопровод полностью обеспечивает экспортную потребность «Тольяттиазота» — около 2,12 млн т в год. Эксплуатацию аммиакопровода осуществляет ОАО «Трансаммиак». Украинский участок аммиакопровода эксплуатирует УГП «Укрхимтрансаммиак». В январе 2012 года она прекращала поставку аммиака через свой участок, что привело к временной остановке производства на предприятии.
В июне 2015 года в Терновском районе Воронежской области произошла утечка газообразного аммиака. По сообщениям МЧС последствия аварии были быстро локализованы, и никто не пострадал.
С 23 декабря 2016 года по 3 февраля 2017 транзит аммиака по территории Украины останавливался в связи с разногласиями ОАО «Тольяттиазот» и УГП «Укрхимтрансаммиак».
24 февраля 2022 в связи с началом боевых действий на Украине «Тольяттиазот» прекратил транзит аммиака по трубопроводу и заявил о проработке железнодорожных маршрутов.
В 2022 году было подписано соглашение о сотрудничестве между ПАО «ТОАЗ», губернатором Кубани и главой Темрюкского района. Цель — строительство «Тольяттиазотом» до 2025 года перевалочный комплекс в порту Тамань. Планируемые инвестиции — 40 млрд рублей. В 2023 году в Темрюкском районе Краснодарского края прошли общественные слушания, посвященные предварительной оценке воздействия объекта на окружающую среду. По результатам слушаний сформировали список доработок проекта. перевалочного комплекса аммиака и минеральных удобрений мощностью 5 млн т в год должны достроить в 2025 году.

### Показатели деятельности
В 2014 году предприятие произвело рекордный объём аммиака за всю свою историю — 2,9 млн тонн.
В 2014 году выручка компании составила 48,46 млрд руб. (годом ранее — 37,7 млрд руб.), операционная прибыль — 19 млрд руб. (11,7 млрд руб.), чистая прибыль — 15 млрд руб. (7,2 млрд руб.) по РСБУ.
«Тольяттиазот» производит по разным оценкам от 8 % до 10 % мирового объёма аммиака. На российском рынке минеральных удобрений доля предприятия составляла 19 %.
Компания входит в десятку российских компаний по объёму реализации продукции в химической и нефтехимической промышленности. Объём экспорта составляет около 85 % от общего объёма производимой продукции.

## Дочерние компании

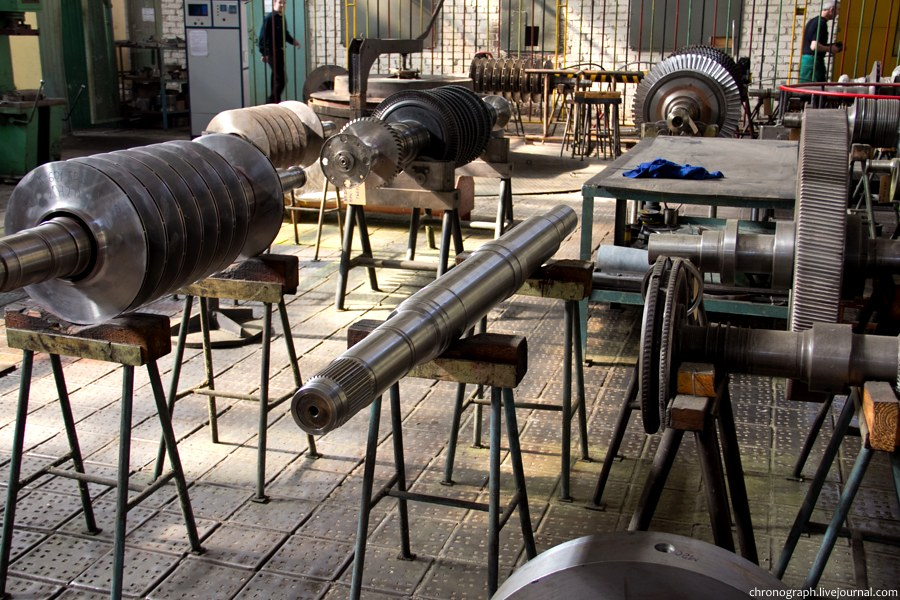
Цех «Азотреммаш»

В структуру корпорации входят два банка — ЗАО АКБ «Тольяттихимбанк» и ЗАО АКБ «РТС-Банк», а также предприятия ОАО «Азотреммаш» и Тольяттинский институт азотной промышленности. «Тольяттиазоту» принадлежит санаторий-профилакторий «Надежда», детский сад «Тюльпан» на 210 мест, центр отдыха «Тольяттиазот» (ДК «ТОАЗ») в Комсомольском районе г. Тольятти. В 2014 году введена в эксплуатацию гостиница в Тольятти и спортивный центр. В 2016 году заводской вохр цех № 41 расформирован в ЧОП.

## Корпоративная газета
С 6 ноября 1981 года «Тольяттиазот» издаёт корпоративную газету «Волжский химик», которую с февраля 2017 года возглавляет главный редактор Татьяна Клугман. В апреле 2018 года газета одержала победу в номинации «Лучшее региональное корпоративное медиа» на Всероссийском конкурсе «Лучшее корпоративное медиа».

## Социальная деятельность

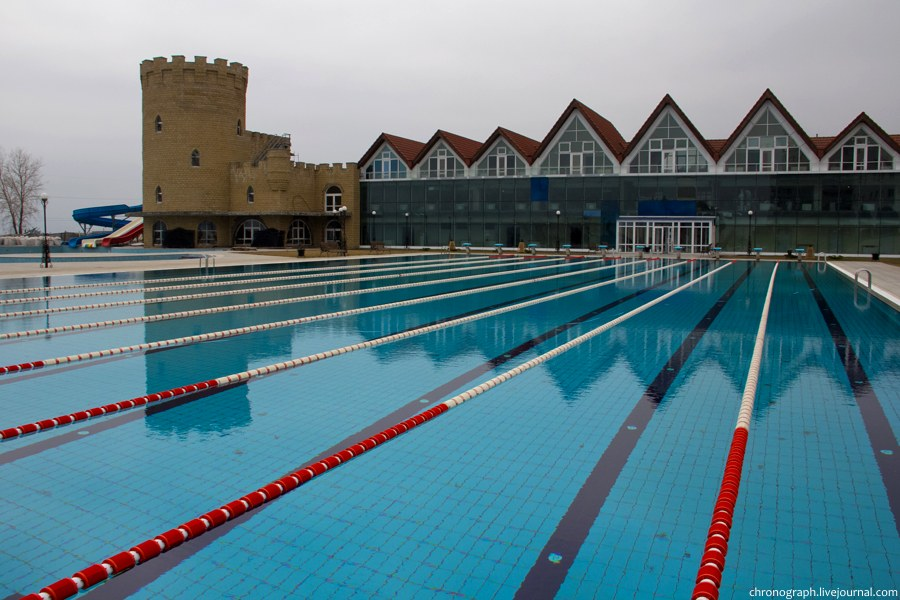
Бассейн у гостиницы «Тольяттиазот»

«Тольяттиазоту» была вручена премия РБК «Компания года — 2006» «За социальную ответственность». В 2012 году компания стала спонсором самарского баскетбольного клуба «Красные крылья», финансируя треть бюджета клуба.
С 2014 года ТОАЗ является спонсором тольяттинского хоккейного клуба «Лада».
«Тольяттиазот» выступил партнёром Чемпионата мира по шахматам, который прошёл в Сочи в ноябре 2014.
На протяжении нескольких лет «Тольяттиазот» выступает генеральным партнёром ежегодного международного экологического конгресса «ELPIT».
В 2018 году предприятие участвовало в финансировании сквера Маяк в Комсомольском районе.

### Политическая деятельность
В 2004—2009 годах руководство предприятия оказывало поддержку депутату городской думы IV созыва Олегу Антошину который после депутатской деятельности работал начальником службы экономической безопасности ПАО ТОАЗ.
В 2016 году председатель профсоюза «Тольяттиазот» Ольга Севостьянова по списку Единой России избрана депутатом Самарской Губернской думы шестого созыва.
В 2018 году на выборах в Думу Тольятти депутатами VII созыва от Единой России избраны заместитель генерального директора ПАО ТОАЗ Виктор Казачков, генеральный директор ПАО «Трансаммиак» Андрей Иванов, председатель совета молодых специалистов Евгения Суходеева.
В ноябре 2019 года заместителем генерального директора по взаимодействию с государственными органами ПАО ТОАЗ назначен депутат Самарской Губернской думы, председатель регионального отделения Справедливой России Михаил Маряхин.